# Otar Abuladze
Otar Abuladze (en georgiano: ოთარ აბულაძე; 21 de junio de 2000) es un deportista georgiano que compite en lucha grecorromana. Ganó una medalla de bronce en el Campeonato Mundial de Lucha de 2024, en la categoría de 72 kg.

## Palmarés internacional
| Campeonato Mundial | Campeonato Mundial | Campeonato Mundial | Campeonato Mundial |
| Año                | Lugar              | Medalla            | Categoría          |
| ------------------ | ------------------ | ------------------ | ------------------ |
| 2024               | Tirana (Albania)   | Medalla de bronce  | 72 kg              |